# Genuri
Genuri là một đô thị ở tỉnh Sud Sardegna trong vùng Sardegna của Ý, cách khoảng 60 km về phía tây bắc của Cagliari và khoảng 20 km về phía bắc của Sanluri. Tại thời điểm ngày 31 tháng 12 năm 2004, đô thị này có dân số 374 người và diện tích là 7,6 km².
Genuri giáp các đô thị: Baradili, Genoni, Setzu, Sini, Turri.